# Santuario de la Virgen de las Esplugues
El santuario de la Virgen de las Esplugues es un santuario del antiguo término de Conques, actualmente integrado en el término municipal de Isona y Conca Dellá. Está situado en el extremo nororiental del Monte de Conques, y cerca del pueblo de Sant Romà d'Abella, (provincia de Lérida)
El templo actual es obra de una época difícil de precisar, dada la amalgama de construcciones que presenta. En una parte del muro norte, sobre todo, se pueden ver sillares grandes, regulares, bien cortados y escuadrados, que podrían corresponder a paredes muy antiguas re-aprovechadas en la Edad Moderna, en el momento en que se hizo el santuario actual, sobre la plataforma debajo de la que están las «esplugues» que dan nombre al lugar.

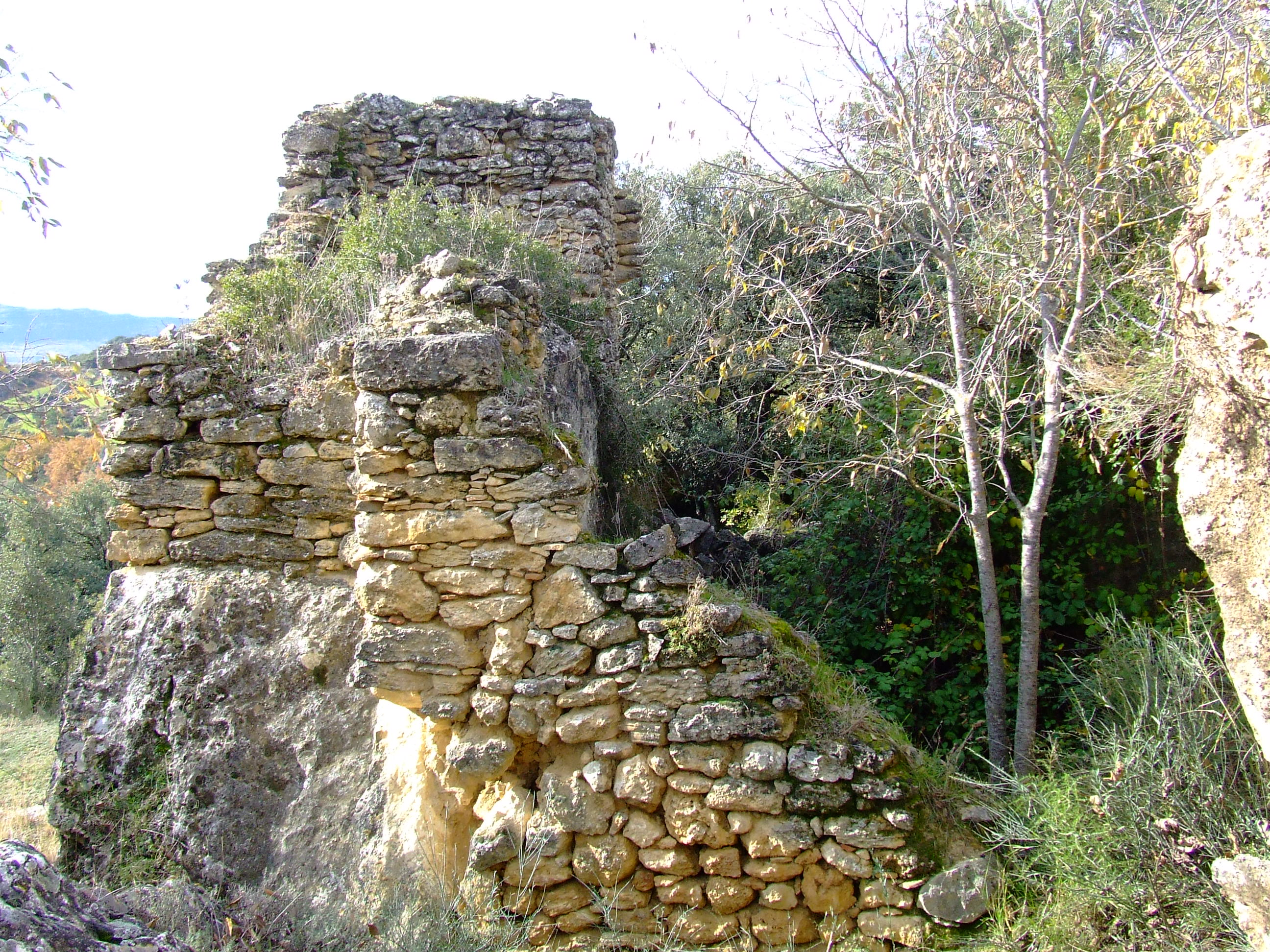
Restos del antiguo santuario

En una de estas «esplugues» (especie de cuevas o grutas de piedra)están los restos del santuario antiguo, que podrían corresponder a un edificio de la época románica.
El santuario actual es de una sola nave, sin ábside exento, donde solo destaca la puerta, a poniente, está formada por dovelas en forma de arco de medio punto y sobre esta fachada un pequeño campanario de espadaña.